# Thomisus cancroides
Thomisus cancroides es una especie de araña cangrejo del género Thomisus, familia Thomisidae. Fue descrita científicamente por Eydoux & Souleyet en 1841.